# The Great American Bash
The Great American Bash — это шоу по рестлингу, проводимое американским рестлинг-промоушном WWE.
Шоу, созданное Дасти Роудсом, было учреждено в 1985 году и первоначально проводилось компанией National Wrestling Alliance (NWA) Jim Crockett Promotions (JCP) и транслировалось по закрытому телевидению. В 1988 году началась трансляция по системе pay-per-view (PPV), а позднее в том же году JCP была переименована в World Championship Wrestling (WCW), которая отделилась от NWA в январе 1991 года.
В марте 2001 года World Wrestling Federation (WWF) приобрела WCW. В мае 2002 года WWF была переименована в World Wrestling Entertainment (WWE), а в 2004 году промоушен возродил The Great American Bash в качестве собственного ежегодного PPV-шоу. С 2004 по 2006 год он проводился исключительно для бренда WWE SmackDown. В 2009 году WWE переименовала шоу в The Bash, что также стало последней трансляцией Great American Bash на PPV, так как в 2010 году его заменил Fatal 4-Way.
The Great American Bash вернулся в июле 2012 года под своим первоначальным полным названием и был проведен как специальный прямой эпизод SmackDown. В июле 2020 года название мероприятия было вновь возрождено, и с тех пор оно проводится как ежегодное шоу для бренда WWE NXT, транслируясь в виде специальных эпизодов.

## Время и место проведения
| №                                                         | Шоу                                                  | Дата                                                 | Город                                                     | Место проведения                                          | Главное событие                                                                                     | Прим.                                                |
| National Wrestling Alliance: Jim Crockett Promotions      | National Wrestling Alliance: Jim Crockett Promotions | National Wrestling Alliance: Jim Crockett Promotions | National Wrestling Alliance: Jim Crockett Promotions      | National Wrestling Alliance: Jim Crockett Promotions      | National Wrestling Alliance: Jim Crockett Promotions                                                | National Wrestling Alliance: Jim Crockett Promotions |
| --------------------------------------------------------- | ---------------------------------------------------- | ---------------------------------------------------- | --------------------------------------------------------- | --------------------------------------------------------- | --------------------------------------------------------------------------------------------------- | ---------------------------------------------------- |
| 1                                                         | The Great American Bash (1985)                       |                                                      |                                                           | American Legion Memorial Stadium                          | | [ 1 ]                                                |
| 2                                                         | The Great American Bash (1986)                       |                                                      | Тур из 13 шоу по южным и восточным районам США            | Тур из 13 шоу по южным и восточным районам США            | | [ 1 ]                                                |
| 3                                                         | The Great American Bash (1987)                       |                                                      | Тур из нескольких шоу по южным и восточным районам страны | Тур из нескольких шоу по южным и восточным районам страны | | [ 1 ]                                                |
| 4                                                         | The Great American Bash (1988)                       |                                                      | Балтимор, Мэриленд                                        | Baltimore Arena                                           | | [ 1 ]                                                |
| National Wrestling Alliance: World Championship Wrestling |                                                      |                                                      |                                                           |                                                           | |                                                      |
| 5                                                         | The Great American Bash (1989)                       |                                                      | Балтимор, Мэриленд                                        | Baltimore Arena                                           | | [ 1 ]                                                |
| 6                                                         | The Great American Bash (1990)                       |                                                      | Балтимор, Мэриленд                                        | Baltimore Arena                                           | | [ 1 ]                                                |
| World Championship Wrestling (WCW)                        |                                                      |                                                      |                                                           |                                                           | |                                                      |
| 7                                                         | The Great American Bash (1991)                       |                                                      | Балтимор, Мэриленд                                        | Baltimore Arena                                           | | [ 1 ]                                                |
| 8                                                         | The Great American Bash (1992)                       |                                                      |                                                           | Albany Civic Center                                       | | [ 1 ]                                                |
| 9                                                         | The Great American Bash (1995)                       |                                                      |                                                           | Hara Arena                                                | | [ 2 ]                                                |
| 10                                                        | The Great American Bash (1996)                       |                                                      | Балтимор, Мэриленд                                        | Baltimore Arena                                           | | [ 2 ]                                                |
| 11                                                        | The Great American Bash (1997)                       |                                                      |                                                           | The MARK of the Quad Cities                               | | [ 2 ]                                                |
| 12                                                        | The Great American Bash (1998)                       |                                                      | Балтимор, Мэриленд                                        | Baltimore Arena                                           | | [ 2 ]                                                |
| 13                                                        | The Great American Bash (1999)                       |                                                      | Балтимор, Мэриленд                                        | Baltimore Arena                                           | | [ 2 ]                                                |
| 14                                                        | The Great American Bash (2000)                       |                                                      | Балтимор, Мэриленд                                        | Baltimore Arena                                           | | [ 2 ]                                                |
| WWE                                                       |                                                      |                                                      |                                                           |                                                           | |                                                      |
| 15                                                        | The Great American Bash (2004)                       | 27 июня 2004                                         | Норфолк, Виргиния, США                                    | Norfolk Scope                                             | Гробовщик против Дадли Бойз (Бубба Рей и Ди-Вон) в поединке «Concrete Crypt» Матч Гандикап (1 на 2) | [ 6 ]                                                |
| 16                                                        | The Great American Bash (2005)                       | 24 июля 2005                                         | Буффало, Нью-Йорк, США                                    | HSBC-арена                                                | Батиста (c) против Джона «Брэдшоу» Лэйфилда за титул чемпиона мира в тяжёлом весе                   | [ 10 ]                                               |
| 17                                                        | The Great American Bash (2006)                       | 23 июля 2006                                         | Индианаполис, Индиана, США                                | Консеко Филдхаус                                          | Рей Мистерио (c) против Короля Букера (с Королевой Шармель) за титул чемпиона мира в тяжёлом весе   | [ 14 ]                                               |
| 18                                                        | The Great American Bash (2007)                       | 22 июля 2007                                         | Сан-Хосе, Калифорния, США                                 | HP Pavilion в Сан-Хосе                                    | Джон Сина (c) против Бобби Лэшли за титул чемпиона WWE                                              | [ 18 ]                                               |
| 19                                                        | The Great American Bash (2008)                       | 20 июля 2008                                         | Юниондейл, Нью-Йорк, США                                  | Нассау Ветеранз Мемориал Колизеум                         | Трипл Эйч (c) против Эджа за титул чемпиона WWE                                                     | [ 22 ]                                               |
| 20                                                        | The Bash                                             | 28 июня 2009                                         | Сакраменто, Калифорния, США                               | АРКО-арена                                                | Рэнди Ортон (c) против Трипл Эйча в поединке «Three Stages of Hell» за титул чемпиона WWE           | [ 26 ]                                               |
| 21                                                        | SuperSmackDown LIVE: The Great American Bash         | 3 июля 2012                                          | Корпус-Кристи, Техас                                      | American Bank Center                                      | | [ 27 ]                                               |
| 22                                                        | NXT: The Great American Bash (2020)                  | 1 и 8 июля 2020                                      | Уинтер Парк, Флорида                                      | Университет Полных Парусов                                | Кит Ли (c) против Адама Коула в матче за Чемпионство NXT и за Североамериканское чемпионство NXT    | [ 28 ]                                               |
| 23                                                        | NXT: The Great American Bash (2021)                  | 9 июля 2021                                          | Орландо, Флорида                                          | Capitol Wrestling Center в WWE Performance Center         | | [ 28 ]                                               |
| 24                                                        | NXT: The Great American Bash (2022)                  | 5 июля 2022                                          | Орландо, Флорида                                          | WWE Performance Center                                    | | [ 29 ]                                               |
| 25                                                        | NXT The Great American Bash (2023)                   | 30 июля 2023                                         | Сидар-Парк, Техас                                         | H-E-B Center at Cedar Park                                | Кармело Хейс (ч) vs. Ильи Драгунова за Чемпионство NXT                                              |                                                      |